# قضیه سوا

حالت یکم قضیهٔ سوا، سه خط یکدیگر را در نقطهٔ O درون مثلث قطع کرده‌اند.

حالت دوم قضیهٔ سوا، سه خط یکدیگر را در نقطهٔ O بیرون از مثلث قطع کرده‌اند.

قضیهٔ سوا، قضیه‌ای در هندسهٔ دوبعدی است؛ به این ترتیب که اگر مثلث دلخواه ABC را در نظر بگیریم و نقاط F و E،D را به ترتیب روی اضلاع AB و CA،BC انتخاب کنیم، خط‌های  CF و BE و AD  یکدیگر را در یک نقطه قطع می‌کنند اگر و فقط اگر:
{\displaystyle {\frac {AF}{FB}}\cdot {\frac {BD}{DC}}\cdot {\frac {CE}{EA}}=1}
در حالی که AF فاصلهٔ مستقیم بین دو نقطهٔ A و F است. (فاصله در یک جهت روی یک خط مثبت و در جهت مخالف منفی در نظر گرفته می‌شود)
شکل دیگر قضیهٔ سوا به این شکل است: که می‌گوییم سه خط  CF و BE و AD یکدیگر را در یک نقطه قطع می‌کنند، اگر و فقط اگر:
{\displaystyle {\frac {\sin \angle BAD}{\sin \angle CAD}}\times {\frac {\sin \angle ACF}{\sin \angle BCF}}\times {\frac {\sin \angle CBE}{\sin \angle ABE}}=1.}
این قضیه توسط جووانی سوا (Giovanni Ceva) در اثرش به نام De lineis rectis، که در سال ۱۶۷۸ نوشت، اثبات شده بود اما پیش از او یوسف بن احمد مؤتمن بن هود، پادشاه ساراگوسا در قرن یازدهم، آن را اثبات کرده بود.
مثلث DEF را مثلث سوایی O و خط‌های  CF و BE و AD را سوایی‌های O می‌نامند.

## اثبات قضیه
فرض کنید: {\displaystyle AD} و {\displaystyle BE} و {\displaystyle CF} در نقطه‌ای مانند {\displaystyle O} یکدیگر را قطع می‌کنند. چون مثلث‌های {\displaystyle \triangle BOD} و {\displaystyle \triangle COD} ارتفاع یکسان دارند، خواهیم داشت:
{\displaystyle {\frac {|\triangle BOD|}{|\triangle COD|}}={\frac {BD}{DC}}}
به دلیل مشابه:
{\displaystyle {\frac {|\triangle BAD|}{|\triangle CAD|}}={\frac {BD}{DC}}}
در ادامهٔ مطلب بالا خواهیم داشت:
{\displaystyle {\frac {BD}{DC}}={\frac {|\triangle BAD|-|\triangle BOD|}{|\triangle CAD|-|\triangle COD|}}={\frac {|\triangle ABO|}{|\triangle CAO|}}}
همچنین
{\displaystyle {\frac {CE}{EA}}={\frac {|\triangle BCO|}{|\triangle ABO|}}}
و
{\displaystyle {\frac {AF}{FB}}={\frac {|\triangle CAO|}{|\triangle BCO|}}}
با ضرب این سه عبارت در یکدیگر خواهیم داشت:
{\displaystyle {\frac {AF}{FB}}\cdot {\frac {BD}{DC}}\cdot {\frac {CE}{EA}}=1}
برای اثبات عکس قضیه، فرض کنید نقاط {\displaystyle D} و {\displaystyle E} و {\displaystyle F} به گونه‌ای اند که رابطهٔ بالا را برقرار می‌کنند؛ حال فرض کنید که {\displaystyle AD} و {\displaystyle BE} در نقطه {\displaystyle O} با یکدیگر برخورد می‌کنند ولی امتداد  {\displaystyle CO} ضلع {\displaystyle AB} را در نقطهٔ دیگری به نام {\displaystyle F'} قطع می‌کند. با توجه به اثباتی که در بالا کردیم باید داشته باشیم:
{\displaystyle {\frac {AF'}{F'B}}\cdot {\frac {BD}{DC}}\cdot {\frac {CE}{EA}}=1.}
با مقایسهٔ دو رابطه خواهیم داشت:
{\displaystyle {\frac {AF'}{F'B}}={\frac {AF}{FB}}.}
یک یکم (۱/۱) را به دو طرف تساوی اضافه می‌کنیم، می‌شود: {\displaystyle AF'+F'B=AF+FB=AB} (حالت یکم) یا با کم کردن یک از آن می‌شود: {\displaystyle F'B-AF'=FB-AF=AB} (حالت دوم)، خواهیم داشت:
{\displaystyle {\frac {AB}{F'B}}={\frac {AB}{FB}}.}
بنابراین {\displaystyle F'B=FB} در نتیجه {\displaystyle F} و {\displaystyle F'} بر روی هم قرار دارند، پس {\displaystyle AD} و {\displaystyle BE} و {\displaystyle CF=CF'} در نقطهٔ {\displaystyle O} یکدیگر را قطع می‌کنند؛ هر دو سوی قضیه اثبات شد.
برای شکل مثلثی این قضیه، یک رویکرد این است که نگاه کنیم که سه سوایی متقاطع در نقطهٔ O، مثلث {\displaystyle \triangle ABC} را به سه مثلث کوچکتر {\displaystyle \triangle AOB} و {\displaystyle \triangle BOC} و {\displaystyle \triangle COA} تقسیم می‌کنند. با استفاده از قانون سینوس‌ها برای هر مثلث خواهیم داشت:
{\displaystyle {\frac {\sin \angle OAB}{\sin \angle OBA}}={\frac {OB}{OA}}{\text{  ;}}{\frac {\sin \angle OBC}{\sin \angle OCB}}={\frac {OC}{OB}}{\text{  ;}}{\frac {\sin \angle OCA}{\sin \angle OAC}}={\frac {OA}{OC}}.}
اگر سه رابطه را در یکدیگر ضرب کنیم می‌بینیم که سمت راست آن برابر با ۱ و سمت چپ آن برابر با عبارت داده شده در قضیه خواهد شد.